# Whitney Dosty
Whitney Jenay Dosty (Tucson, 25 febbraio 1988) è una pallavolista statunitense.
Gioca nel ruolo di schiacciatrice ed opposto.

## Carriera
La carriera di Whitney Dosty inizia a livello giovanile nel Club Cactus. Nel 2006 vince il campionato nordamericano Under-20 ed entra a far parte della squadra di pallavolo della propria università, la University of Arizona, saltando la stagione 2007 per recuperare da un infortunio al ginocchio. Nella stagione 2011 inizia la carriera professionistica nella Liga Superior portoricana con le Llaneras de Toa Baja, ma a metà stagione passa alle Gigantes de Carolina. Passa a gioca poi nella Lega Nazionale A svizzera nella stagione 2011-12, dove veste la maglia del Volleyball Franches-Montagnes, con cui è finalista in Coppa di Svizzera. Nella stagione successiva gioca nelle Pink Spiders, squadra della V-League sudcoreana.
Nella stagione 2013-14 viene ingaggiata dalla Lokomotiv Bakı Voleybol Klubu nella Superliqa azera; lascia la squadra nel mese di gennaio per giocare nello Halk Bankası Spor Kulübü, tuttavia si infortuna durante un allenamento, chiudendo in anticipo la stagione e senza mai esordire col nuovo club.

## Palmarès

### Nazionale (competizioni minori)
- Campionato nordamericano Under-20 2006